# Opekta

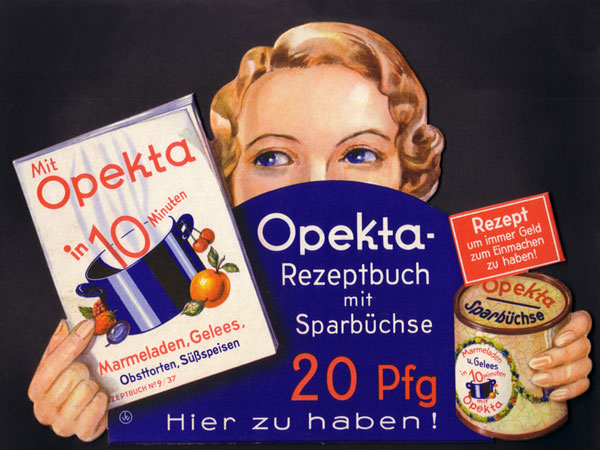
Publicidad de Opetka haca 1937.

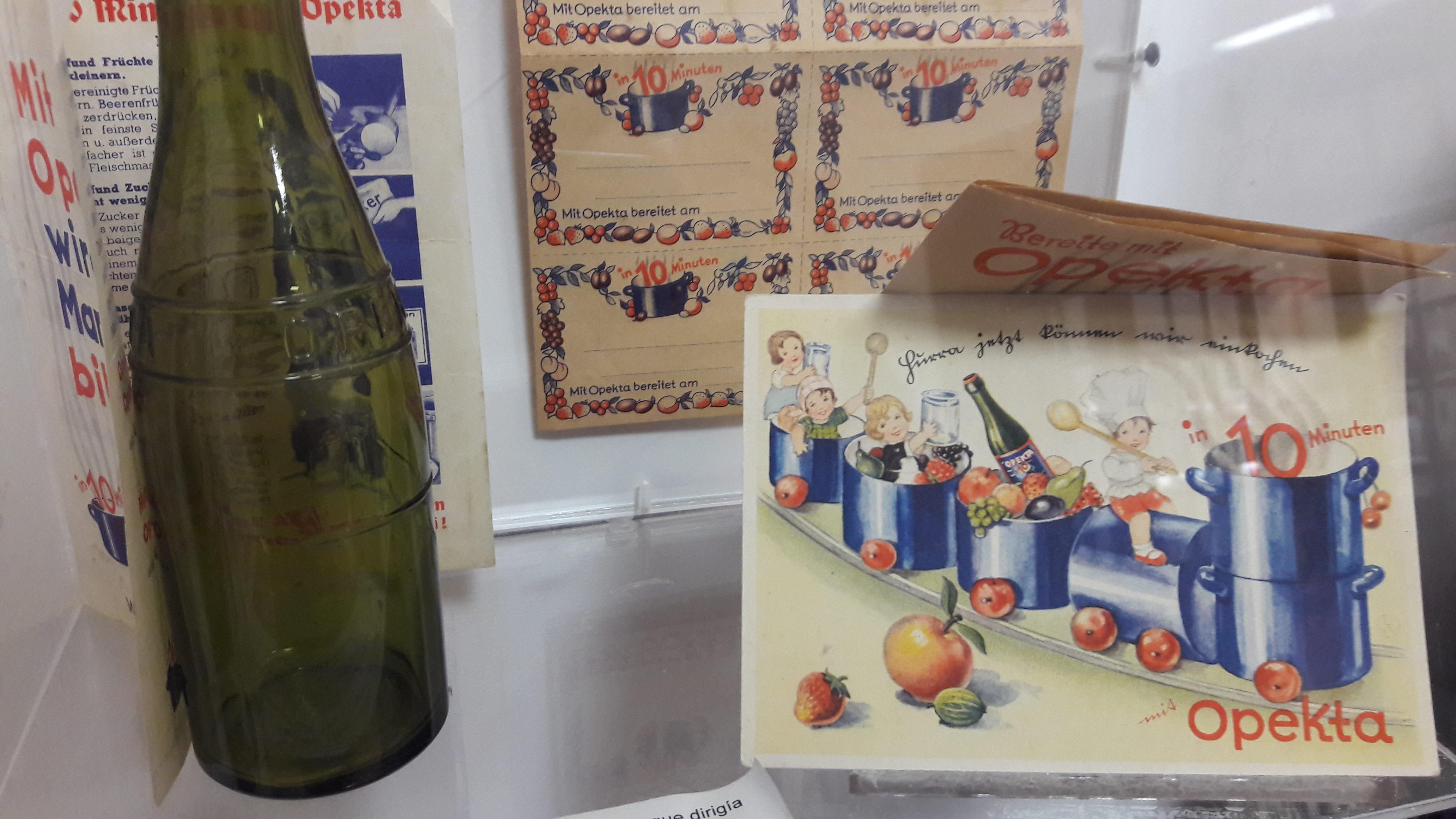
Botella y calcomanías de Opekta.

Opekta fue una empresa administrada desde 1933 hasta 1953 por el padre de Ana Frank, Otto Frank, que distribuía una preparación hecha a base de pectina utilizada en la elaboración de mermelada. Operaba desde el edificio en el que se escondían de la persecución durante la ocupación nazi de los Países Bajos.
La compañía Opekta se encontraba en Colonia cuando Otto Frank, quien entonces vivía en Alemania, fue designado para ayudar en su expansión hacia los Países Bajos. Frank había considerado mudarse ahí con su familia después de la elección de Adolf Hitler en el ascenso del nazismo, así que aceptó el puesto y se mudó solo a Ámsterdam para encontrar una casa para su familia e instalaciones para la compañía. Había trabajado brevemente para la empresa rival, Pomosin, que comercializaba pectina a fábricas desde el pueblo neerlandés de Utrecht, pero decidió que la venta al público sería más lucrativo en el mercado neerlandés que el mayorista. Su franquicia para la rama amsterdamesa de Opekta fue establecida en septiembre de 1933.
Victor Kugler, un ex colega de Pomosin, también llegó a trabajar casi de inmediato para ayudarlo a administrar la compañía. La fuerza de trabajo era pequeña; además de un empleado administrativo, solamente contaba con una secretaria que dejó su puesto unos meses después de que la compañía comenzara a funcionar. Fue reemplazada por Miep Gies, cuyas funciones no eran más que secretariales, e incluían relaciones públicas y publicidad. En 1938, apareció en una película promocional para promover el producto de Opekta, que era usado para demostrarle a los consumidores que tan fácil era usarlo en la cocina. Ese año se les unieron otros dos empleados, Hermann van Pels como especialista en hierbas y Johannes Kleiman como contador. Bep Voskuijl como mecanógrafa había sido empleada el año anterior, 1937.
Después de la llegada de los ocupantes alemanes en 1940, la compañía fue re registrada bajo los nombres de Jan Gies y Johannes Kleiman para prevenir que fuera confiscada como una empresa de propiedad judía. Se mudó a nuevas instalaciones, Prinsengracht 263, y cambió su nombre a Gies & Co. Aunque Otto Frank tuvo que renunciar en diciembre de 1941, continuó actuando como socio durmiente cuando él, Hermann van Pels y sus familias fueron forzados a esconderse en los cuartos superiores del fondo del edificio en julio de 1942. Su encierro de dos años, que fue ayudado por Kleiman, Kugler, Gies y Voskuijl, fue célebremente relatado por la hija más joven de Otto Frank, Ana, en el diario que fue publicado en 1947.
Otto Frank se retiró como director de Opekta en 1953 y fue seguido por Johannes Kleiman hasta su muerte en 1959. El edificio en Prinsengracht 263 fue vendido a una inmobiliaria en 1954 y Opekta tuvo que dejar sus instalaciones. En ese entonces el diario de Ana Frank había atraído a muchos lectores al edificio y se realizó una exitosa campaña para salvar el edificio de la demolición. Opekta dejó el edificio en 1955 y cinco años después fue reabierto como museo dedicado a la vida y escritura de Ana Frank.